# British-Airways-Flug 2019
Auf dem British-Airways-Flug 2019 (Flugnummer: BA2019) kam es am 5. September 2001 zu einem tödlichen Zwischenfall, als bei der Betankung einer Boeing 777-236ER der British Airways auf dem Denver International Airport ein Brand ausbrach. Bei dem Unfall wurde ein Flughafenmitarbeiter getötet. Es handelt sich um den ersten tödlichen Zwischenfall in Zusammenhang mit einer Boeing 777.

## Maschine
Bei dem verunglückten Flugzeug handelte es sich um eine Boeing 777-236ER. Die Maschine wurde im Werk von Boeing in Everett im Bundesstaat Washington endmontiert und absolvierte am 22. Januar 1998 ihren Erstflug, ehe sie am 3. Februar 1998 neu an die British Airways ausgeliefert wurde, welche die Maschine mit dem Luftfahrzeugkennzeichen G-VIIK zuließ. Das Flugzeug trug die Werksnummer 28840, es handelte sich um die 117. Boeing 777 aus laufender Produktion. Das zweistrahlige Großraumflugzeug war mit zwei Triebwerken des Typs General Electric GE90-85B ausgestattet. Bis zum Zeitpunkt des Unfalls hatte die Maschine eine kumulierte Betriebsleistung von 11.221 Betriebsstunden bei 2.100 Starts und Landungen absolviert.

## Passagiere und Besatzung
Den ursprünglichen Flug vom Flughafen London-Gatwick zum Denver International Airport hatten 256 Fluggäste angetreten. Zum Zeitpunkt des Unfalls hatten bereits die meisten Fluggäste die Maschine verlassen, nur zehn von ihnen befanden sich noch an Bord. Die Besatzung der Maschine war 16-köpfig. Zu ihr gehörte ein Flugkapitän, ein Erster Offizier, ein weiterer Pilot sowie 13 Flugbegleiterinnen.

## Unfallhergang
Die Maschine landete um 16:56 Uhr auf der Landebahn 16 des Denver International Airport und rollte zum Flugsteig A37. Die Triebwerke wurden um 17:06 Uhr abgestellt und das Aussteigen der Passagiere begann. Ein Tankwagen parkte unter der linken Tragfläche der Maschine. Der Tankwart schloss zwei Schläuche am Tankverteilersystem der Maschine an und begann, das Kerosin in die Tanks zu pumpen. Während des Vorgangs löste sich plötzlich der innere Kraftstoffschlauch vom Flugzeug, flatterte umher und versprühte Treibstoff. Die Kerosindämpfe entzündeten sich. Die Löschfahrzeuge der Flughafenfeuerwehr trafen innerhalb von zwei Minuten ein und löschten den Brand. Die Maschine wurde beschädigt, konnte jedoch später repariert werden. Der Tankwart erlitt tödliche Verletzungen.

## Ursache
Als Unfallursache wurde ein Strukturversagen festgestellt. Der Tankadapterring der Maschine war aufgrund der abnormalen Belastung unter dem Winkel, unter dem der Tankschlauch aufgesetzt wurde, gebrochen. Die aufgebrachte Winkelkraft war aufgetreten, weil der Tankwart den Tankwagen nicht optimal positioniert hatte. Aufgrund einer Unaufmerksamkeit beim Absenken der Tankliftplattform war der Tankschlauch außerdem hängengeblieben und schräg gezogen worden. Durch diese Zugkraft war es zum Bruch des Adapterrings während des Betankens gekommen, woraufhin der unter Druck stehende Kraftstoff Dämpfe bildete und sich anschließend entzündete.